# Palermo (tỉnh)
Tỉnh Palermo (Tiếng Ý: Provincia di Palermo; tiếng Sicilia: Pruvincia di Palermu) là một tỉnh cũ ở vùng tự trị Sicilia, một hòn đảo ở ngoài khơi Ý. Tỉnh lỵ là thành phố Palermo. Tỉnh Palermo có 82 đô thị (xem các đô thị của tỉnh Palermo), dân số tổng cộng là 1.239.272 người, (24,9% là người Sicilia). Diện tích tỉnh này là 4.992 km² (19,4% lãnh thổ Sicilia). Từ năm 2015, tỉnh Palermo bị thành thế bằng thành phố trung tâm Palermo.